# Colocleora acutangula
Colocleora acutangula là một loài bướm đêm trong họ Geometridae.